# Sjol tjetvjortyj god vojny
Sjol tjetvjortyj god vojny (russisk: Шёл четвёртый год войны) er en sovjetisk spillefilm fra 1983 af Georgij Nikolajenko.

## Medvirkende
- Ljudmila Saveljeva som Nadezjda Moroz
- Nikolaj Oljalin som Nikolaj Pavlov
- Aleksandr Zbruev som Aleksandr Spirin
- Nikolaj Jerjomenko som Antipov
- Aleksandr Denisov som Zjurba